# Vitis
Vitis ist eine Marktgemeinde mit 2693 Einwohnern (Stand 1. Jänner 2025) im Bezirk Waidhofen an der Thaya in Niederösterreich.

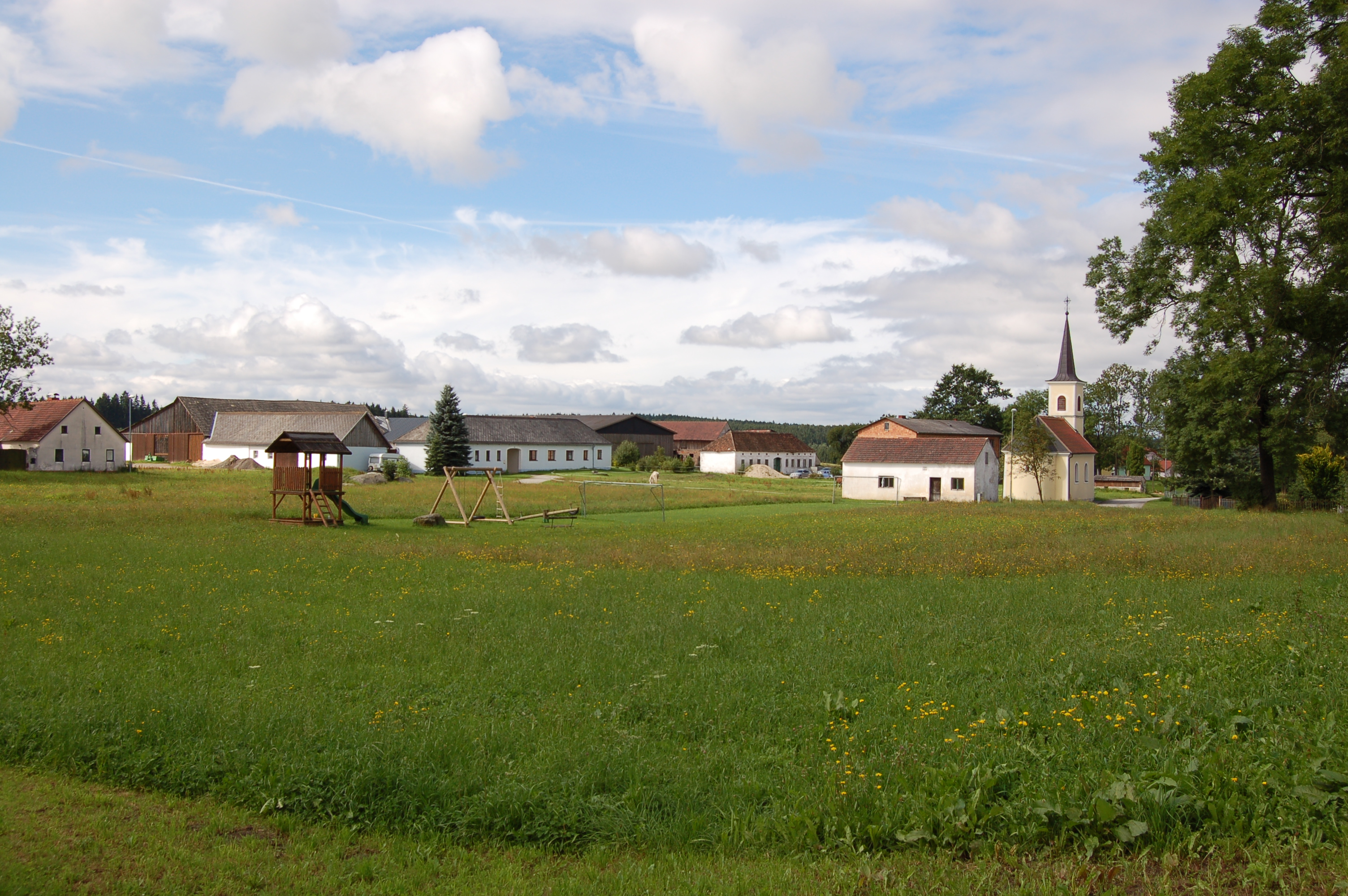
Blick auf Sparbach, Gemeinde Vitis

## Geografie
Vitis liegt im nördlichen Waldviertel in Niederösterreich und wird von der Deutschen Thaya durchflossen. Die Fläche der Marktgemeinde umfasst 55,51 Quadratkilometer. Davon sind 67 Prozent landwirtschaftliche Nutzfläche, 24 Prozent der Fläche sind bewaldet.

### Gemeindegliederung
Das Gemeindegebiet umfasst folgende 16 Ortschaften (in Klammern Einwohnerzahl Stand 1. Jänner 2025):
- Eschenau (66)
- Eulenbach (140)
- Grafenschlag (99)
- Großrupprechts (168)
- Heinreichs (183)
- Jaudling (187)
- Jetzles (124)
- Kaltenbach (128)
- Kleingloms (36)
- Kleinschönau (34)
- Schacherdorf (47)
- Schoberdorf (37)
- Sparbach (90)
- Stoies (18)
- Vitis (1274)
- Warnungs (62)

Katastralgemeinden sind Eschenau, Eulenbach, Grafenschlag, Großrupprechts, Heinreichs, Jaudling, Jetzles, Kaltenbach, Kleingloms, Kleinschönau, Sparbach, Stoies, Vitis und Warnungs.

### Nachbargemeinden
| Schrems            | Waidhofen an der Thaya-Land                 |                         |
| Hirschbach         | Kompassrose, die auf Nachbargemeinden zeigt | Windigsteig             |
| Kirchberg am Walde | Zwettl                                      | Echsenbach, Schwarzenau |

## Geschichte
Vitis wurde erstmals im Jahr 1150 als Vitisse urkundlich erwähnt. Etymologisch auszugehen ist von einem slawischen Personennamen ähnlich BytišƄ.
Von Ende des 16. Jahrhunderts und bis in die 1. Hälfte des 17. Jahrhunderts war der Ort eine protestantische Hochburg. Der Markt, der 1462 erstmals urkundlich bezeugt wurde, war im 18. und 19. Jahrhundert einer der bedeutendsten Märkte des Waldviertels.
Im Zuge der NÖ. Kommunalstrukturverbesserung wurden insgesamt neun ehemalige Gemeinden eingegliedert, nämlich am 1. Jänner 1970 die Gemeinden Eschenau, Eulenbach, Grafenschlag, Großrupprechts, Jaudling, Jetzles, Kleinschönau und Sparbach sowie am 1. Jänner 1971 die Gemeinde Heinrichs. Am 1. Jänner 1972 wurde die Katastralgemeinde Warnungs der aufgelösten Gemeinde Warnungs im Bezirk Gmünd eingegliedert.

### Einwohnerentwicklung
Nach einem leichten Rückgang der Bevölkerungszahl im 20. Jahrhundert steigt diese seit 1991 wieder an. War bis zum Jahr 2001 die Wanderungsbilanz noch negativ, so ist sie nun ebenso wie die Geburtenbilanz positiv.

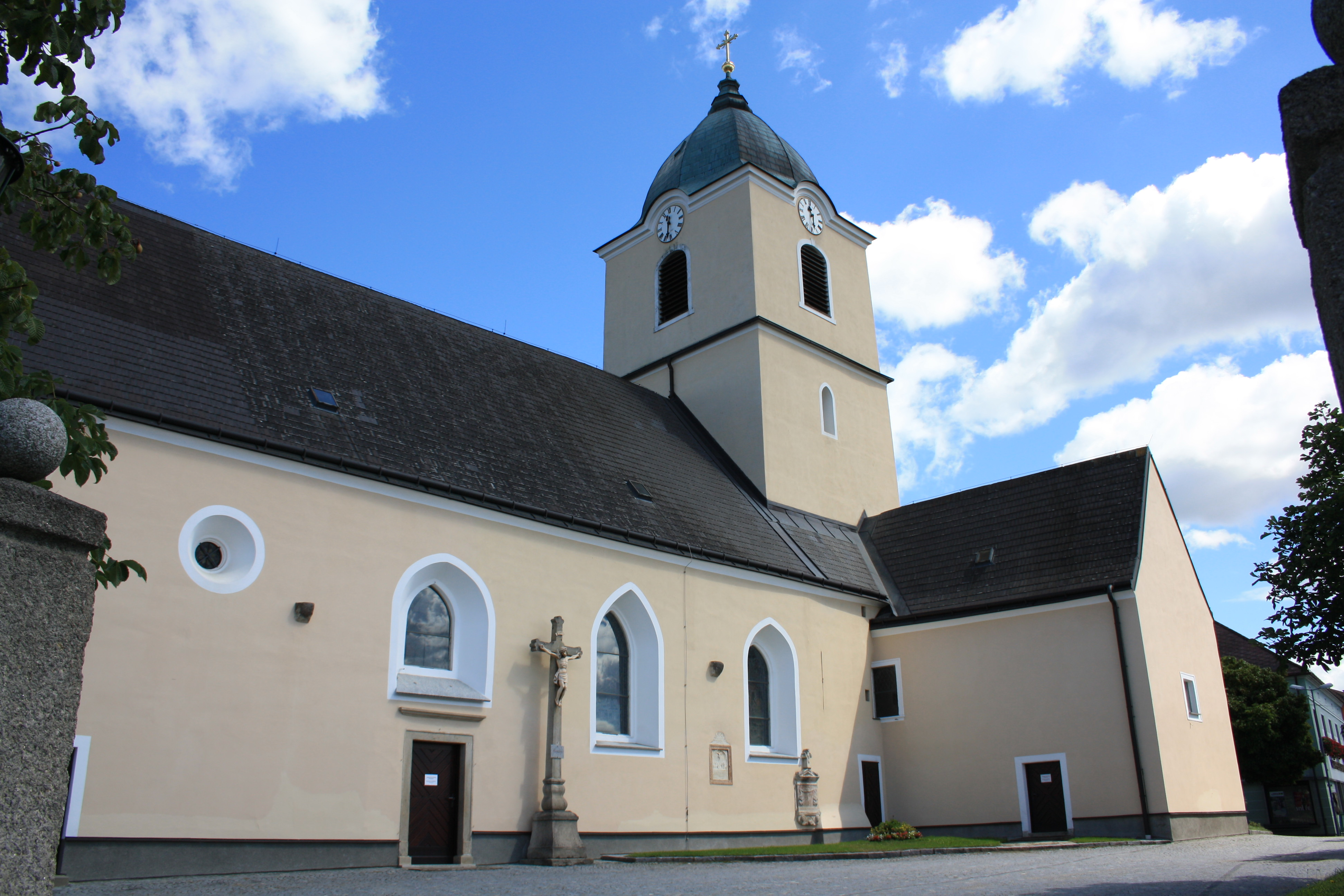
Pfarrkirche Vitis

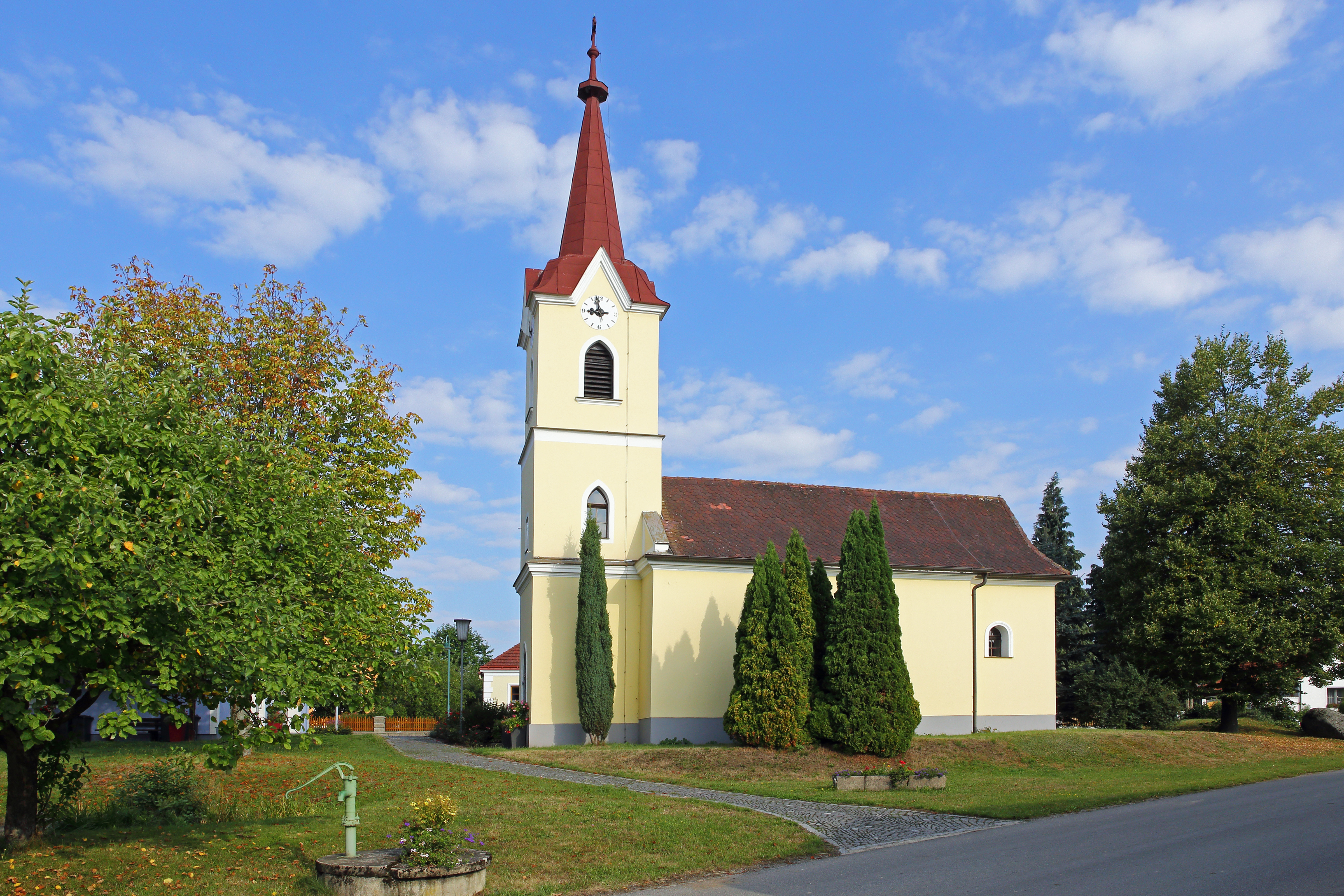
Ortskapelle Eulenbach

| Vitis: Einwohnerzahlen von 1869 bis 2025            | Vitis: Einwohnerzahlen von 1869 bis 2025 | Vitis: Einwohnerzahlen von 1869 bis 2025 | Vitis: Einwohnerzahlen von 1869 bis 2025 | Vitis: Einwohnerzahlen von 1869 bis 2025 |
| --------------------------------------------------- | ---------------------------------------- | ---------------------------------------- | ---------------------------------------- | ---------------------------------------- |
| Jahr                                                |                                          |                                          |                                          | Einwohner                                |
| 1869                                                | 1869                                     |                                          | 3.329                                    | 3.329                                    |
| 1880                                                | 1880                                     |                                          | 3.343                                    | 3.343                                    |
| 1890                                                | 1890                                     |                                          | 3.240                                    | 3.240                                    |
| 1900                                                | 1900                                     |                                          | 3.074                                    | 3.074                                    |
| 1910                                                | 1910                                     |                                          | 3.143                                    | 3.143                                    |
| 1923                                                | 1923                                     |                                          | 2.942                                    | 2.942                                    |
| 1934                                                | 1934                                     |                                          | 2.990                                    | 2.990                                    |
| 1939                                                | 1939                                     |                                          | 2.929                                    | 2.929                                    |
| 1951                                                | 1951                                     |                                          | 2.868                                    | 2.868                                    |
| 1961                                                | 1961                                     |                                          | 2.759                                    | 2.759                                    |
| 1971                                                | 1971                                     |                                          | 2.831                                    | 2.831                                    |
| 1981                                                | 1981                                     |                                          | 2.723                                    | 2.723                                    |
| 1991                                                | 1991                                     |                                          | 2.564                                    | 2.564                                    |
| 2001                                                | 2001                                     |                                          | 2.575                                    | 2.575                                    |
| 2011                                                | 2011                                     |                                          | 2.643                                    | 2.643                                    |
| 2021                                                | 2021                                     |                                          | 2.661                                    | 2.661                                    |
| 2025                                                | 2025                                     |                                          | 2.693                                    | 2.693                                    |
| Quelle(n): Statistik Austria, Gebietsstand 1.1.2021 |                                          |                                          |                                          |                                          |

## Kultur und Sehenswürdigkeiten
- Katholische Pfarrkirche Vitis hl. Bartholomäus: Die Kirche ist ein im Kern romanisches Bauwerk mit gotischen Spitzbogenfenstern und Kreuzrippengewölbe. Der Hochaltar stammt aus dem Jahr 1732.
- Barocke ehemalige Mautkapelle
- Dreifaltigkeitssäule aus 1753
- Katholische Ortskapelle Eulenbach hl. Anna
- Radlbrunnen an der Schremser Straße

## Wirtschaft und Infrastruktur
Im Jahr 2010 gab es 153 land- und forstwirtschaftliche Betriebe, davon waren 77 Haupterwerbsbetriebe. Im Produktionssektor beschäftigten 29 Betriebe 371 Arbeitnehmer, überwiegend bei der Herstellung von Waren (288) aber auch im Bau (90). Der Dienstleistungssektor gab in 117 Betrieben 740 Personen Arbeit, über der Hälfte davon im Handel.

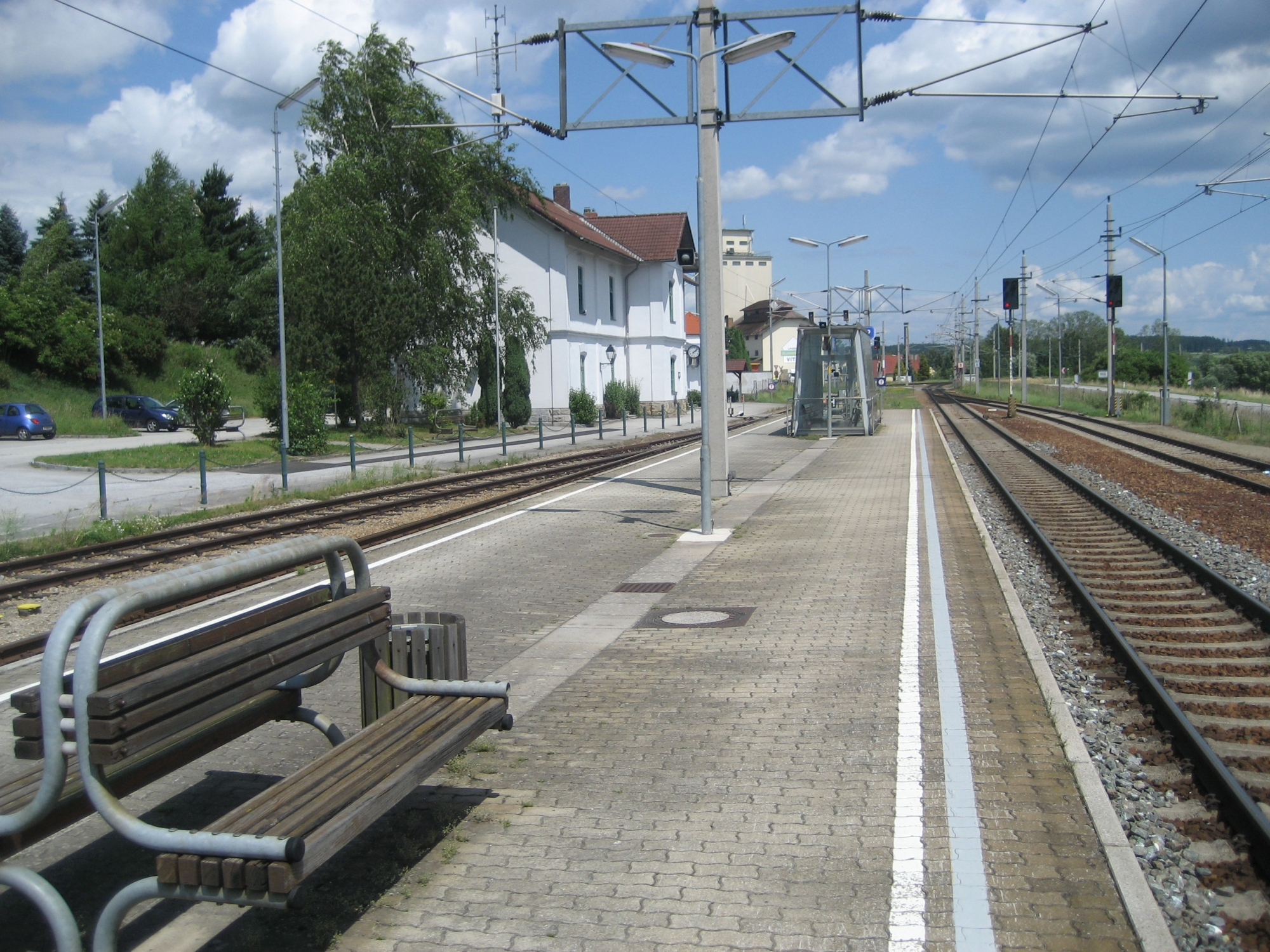
Bahnhof Vitis

### Verkehr
- Straße: Vitis liegt an der Waldviertler Straße B 2.
- Bahn: Vitis hat über die Franz-Josefs-Bahn Direktverbindungen nach Wien und Gmünd / České Velenice.
- Bus: Von Vitis gibt es Busverbindungen nach Gmünd, Krems und Waidhofen/Thaya[9]

### Gesundheit
In der Marktgemeinde Vitis ordinieren ein praktischer Arzt, ein Tierarzt sowie ein Frauenarzt.

### Bildung
Für die Ausbildung der Jugend stehen in Vitis ein Kindergarten, eine Volksschule, eine Neue Mittelschule sowie eine Musikschule zur Verfügung.

## Politik

### Gemeinderat
Der Gemeinderat hat 21 Mitglieder.
- Mit den Gemeinderatswahlen in Niederösterreich 1990 hatte der Gemeinderat folgende Verteilung: 13 ÖVP und 8 SPÖ.
- Mit den Gemeinderatswahlen in Niederösterreich 1995 hatte der Gemeinderat folgende Verteilung: 14 ÖVP, 6 SPÖ und 1 FPÖ.[11]
- Mit den Gemeinderatswahlen in Niederösterreich 2000 hatte der Gemeinderat folgende Verteilung: 15 ÖVP und 6 SPÖ.[12]
- Mit den Gemeinderatswahlen in Niederösterreich 2005 hatte der Gemeinderat folgende Verteilung: 15 ÖVP und 6 SPÖ.[13]
- Mit den Gemeinderatswahlen in Niederösterreich 2010 hatte der Gemeinderat folgende Verteilung: 15 ÖVP und 6 SPÖ.[14]
- Mit den Gemeinderatswahlen in Niederösterreich 2015 hatte der Gemeinderat folgende Verteilung: 15 ÖVP, 5 SPÖ und 1 FPÖ.[15]
- Mit den Gemeinderatswahlen in Niederösterreich 2020 hatte der Gemeinderat folgende Verteilung: 16 ÖVP und 5 SPÖ.[16]
- Mit den Gemeinderatswahlen in Niederösterreich 2025 hat der Gemeinderat folgende Verteilung: 16 ÖVP, 3 SPÖ und 2 FPÖ.[17]

### Bürgermeister
- bis 2008 Irmtraud Berger (ÖVP)
- seit 2008 Anette Töpfl (ÖVP)[18]

### Wappen
Das Marktwappen geht vermutlich in die Zeit Friedrichs III. zurück: Auf goldenem Grund erhebt sich auf einem grünen Dreiberg eine weiße Kirche, auf deren rotem Dach ein naturfarbener Storch in einem braunen Nest steht.

## Persönlichkeiten
- Johann Fasching (1847–1888), österreichischer Theologe und Schriftsteller
- Karl Brunner (1889–1964), österreichischer Politiker (ÖVP)
- Josef Stangl (1911–1966), österreichische Pfarrer und Widerstandskämpfer
- Angelika Kaufmann (* 1935), österreichische Illustratorin
- Karl Boden (1953–2019), österreichischer Politiker (SPÖ)
- Maria Grander (* 1953), österreichische Politikerin (ÖVP)